# Lubatowa

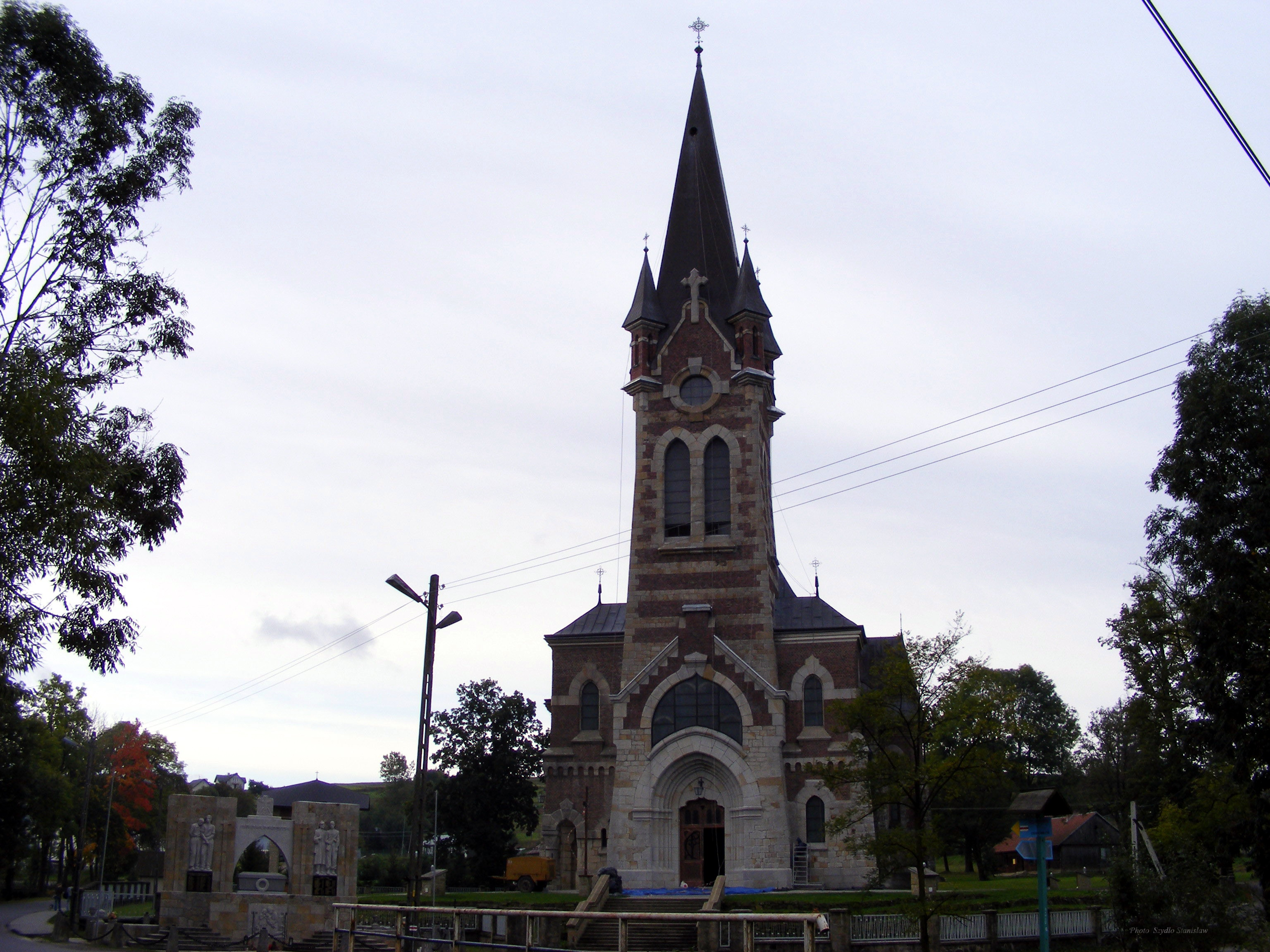
Kościół parafialny pw. św. Stanisława Biskupa Męczennika w Lubatowej

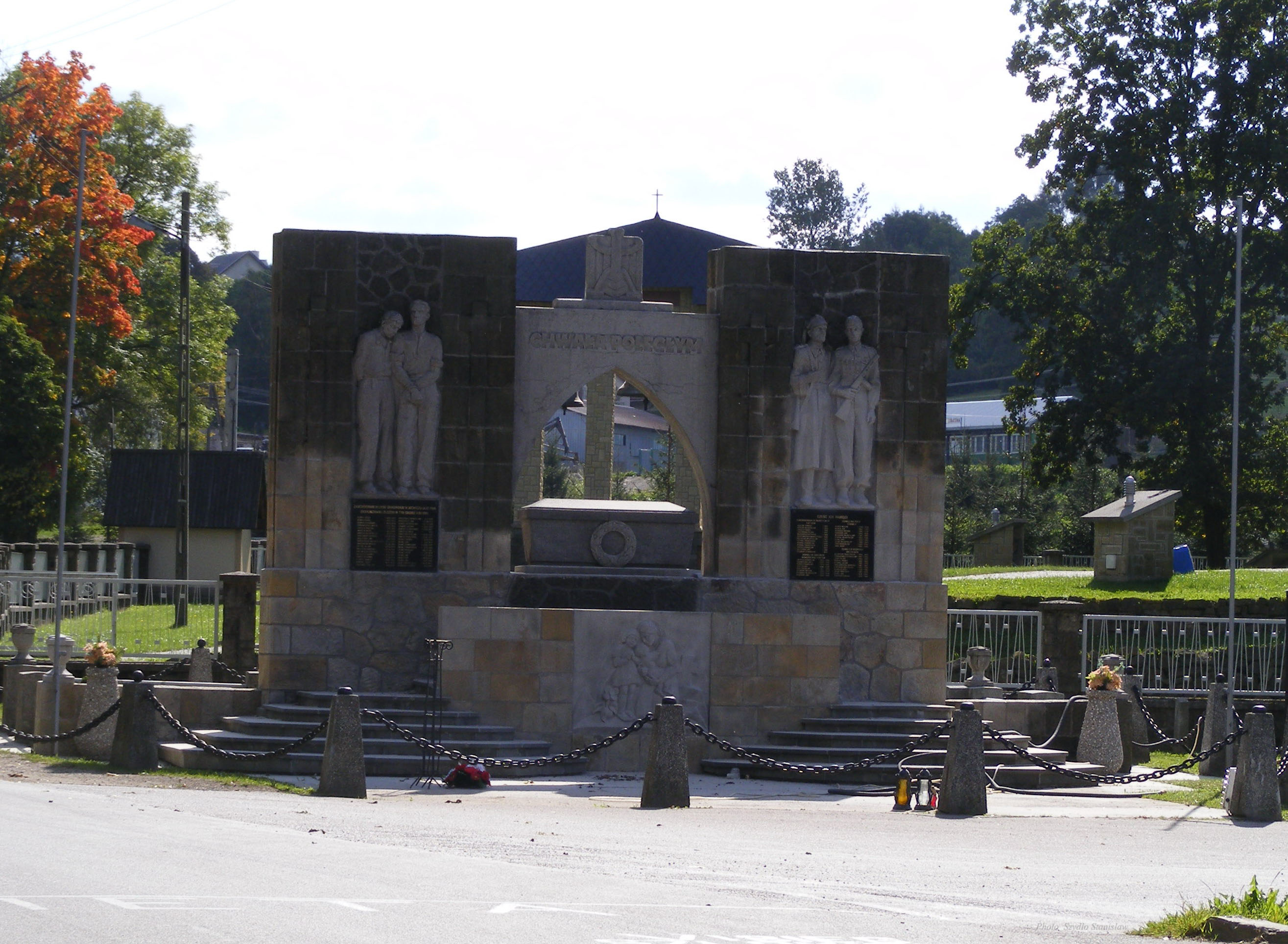
Pomnik rozstrzelanych przez SS Galizien w 1944 roku

Lubatowa – wieś w Polsce, położona w województwie podkarpackim, w powiecie krośnieńskim, w gminie Iwonicz-Zdrój. Leży w Beskidzie Niskim w dolinie rzeki Lubatówki. Otoczona wzgórzami, m.in.: Kamionką (637 m n.p.m.), Osiecznikiem (633 m n.p.m.), Żabią (550 m n.p.m.) i Zygmuntową Górą (508 m n.p.m.).
Na przełomie XVI i XVII wieku położona była w ziemi sanockiej województwa ruskiego. Wieś klucza jaśliskiego biskupów przemyskich. W latach 1954–1972 wieś należała i była siedzibą władz gromady Lubatowa. W latach 1975–1998 miejscowość administracyjnie należała do województwa krośnieńskiego.

## Części wsi
| SIMC    | Nazwa            | Rodzaj    |
| ------- | ---------------- | --------- |
| 0351656 | Antaczówka       | część wsi |
| 0351662 | Aszkarówka       | część wsi |
| 0351679 | Baranówka        | część wsi |
| 0351685 | Bruśnik          | część wsi |
| 0351691 | Cichoniówka      | część wsi |
| 0351700 | Dereniówka       | część wsi |
| 0351716 | Doły             | część wsi |
| 0351722 | Dwór             | część wsi |
| 0351739 | Dziczkówka       | część wsi |
| 0351745 | Górka            | część wsi |
| 0351751 | Jakiełówka       | część wsi |
| 0351768 | Jakubczykówka    | część wsi |
| 0351774 | Janówka          | część wsi |
| 0351780 | Kalwaria         | część wsi |
| 0351797 | Kaniorówka       | część wsi |
| 0351805 | Kaniówka         | część wsi |
| 0351811 | Kilarówka        | część wsi |
| 0351828 | Kochanówka       | część wsi |
| 0351834 | Kołatkówka       | część wsi |
| 0351840 | Kołwikówka       | część wsi |
| 0351857 | Koparówka        | część wsi |
| 0351863 | Kopczówka        | część wsi |
| 0351870 | Kowalówka        | część wsi |
| 0351886 | Krzesiówka       | część wsi |
| 0351892 | Łąka             | część wsi |
| 0351900 | Małutówka Dolna  | część wsi |
| 0351917 | Małutówka Górna  | część wsi |
| 0351923 | Michalakówka     | część wsi |
| 0351930 | Młyn             | część wsi |
| 0351946 | Murchówka        | część wsi |
| 0351952 | Nawsie           | część wsi |
| 0351969 | Obszar           | część wsi |
| 0351975 | Pernalówka       | część wsi |
| 0351981 | Pernalówka Druga | część wsi |
| 0352006 | Pod Lasem        | część wsi |
| 0351998 | Poddanówka       | część wsi |
| 0352012 | Potok            | część wsi |
| 0352029 | Rola             | część wsi |
| 0352035 | Rola Druga       | część wsi |
| 0352041 | Smrek            | część wsi |
| 0352058 | Srokówka         | część wsi |
| 0352064 | Szarlówka        | część wsi |
| 0352070 | Ścibrzochówka    | część wsi |
| 0352087 | Turkówka         | część wsi |
| 0352093 | Wawrzkówka       | część wsi |
| 0352101 | Wojtówka         | część wsi |
| 0352118 | Za Górą          | część wsi |
| 0352124 | Ziębówka         | część wsi |
| 0352130 | Zimówka Dolna    | część wsi |
| 0352147 | Zimówka Górna    | część wsi |

## Historia
- w początkach XIV wieku Lubatowa jako wieś królewska
- 15 marca 1376 – w Sanoku zastaje podpisany przez Władysława Opolczyka akt lokacyjny na prawie magdeburskim, pozwalający Stanisławowi Tłoce założyć na prawie magdeburskim osadę "Górki" między potokami Schowa i Lubachowa
- 1386 – Lubatowa wraz z całym tzw. kluczem jaśliskim (Jaśliska, Zyndranowa Jasionka, Królik Polski) stają się własnością Zyndrama z Maszkowic w wyniku darowizny królewskiej; o tej własności świadczy dokument z 14 czerwca 1401 roku, dotyczący zabezpieczenia jej na sumę 60 grzywien Gniewoszowi z Dalewic
- 6 listopada 1401 – wystawiony zostaje akt sprzedaży Lubatowej biskupowi przemyskiemu Maciejowi Janinie za 300 grzywien praskich groszy, z prawem odkupu w ciągu trzech lat
- 1412 – akt sprzedaży sołtysostwa w Lubatowej przez biskupa przemyskiego Piotrowi (synowi Michała – byłego sołtysa z Równego) za 700 grzywien, z prawem założenia na prawie magdeburskim, nad rzeką Lubatową wsi o tej samej nazwie, na 60 łanach; sołtys otrzymał 5 łanów i reszty od 60 łanów oraz prawo wyszynku, założenia młyna i stawów, a także zezwolenie na sprowadzenie rzemieślników; dla kościoła przeznaczono po łanie, na pastwiska i rolę; wszyscy osadnicy zostali uwolnieni od podatków i danin przez okres 20 lat i nie podlegali władzy sądów polskich, sołtys natomiast miał prawo polowania i wolnego wyrębu w lesie, a także nie był zobowiązany do dostarczenia żołnierza na wyprawę; dla odróżnienia powstałych z podziału Lubatowej królewskiej i biskupiej, "Górna" i "Dolna", nazwano je Lubatową i Lubatówką
- 1425 – Piotr, kanonik krakowski zrzeka się Lubatowej na rzecz swego ojca Marcina; 1433-1461 właścicielami Lubatowej byli Zygmunt Jura i Adam Olszowiec mający zatarg z biskupem
- 1460 – biskup przemyski Mikołaj Błażejewski odkupuje Lubatową od Zygmunta Jury (zezwolenie przez króla Kazimierza Jagiellończyka wydane w tym samym roku w Sandomierzu)
- 1493 – właścicielem zostaje Hieronim Kobylański h. Grzymała (1440-1521); wówczas część biskupia miała 10 łanów, a do sołtysa należało 6 łanów, młyn i karczma
- 1529 – zostaje poświęcony drewniany kościółek (św. Stanisława biskupa), który przetrwał prawie 400 lat
- 15 czerwca 1561 – biskup przemyski Walenty Herburt daruje ówczesnemu sołtysowi Mikołajowi Cebrzykowi dwa pola, zwane „Dybigoska” i „Małyszoska”
- 27 grudnia 1566 – Mikołaj i jego żona Anna otrzymują od bp. Walentego Herburta dożywotnie sołtystwo we wsi Lubatowa
- 1570 – bp Walenty Herburt sprzedaje Cebrzykom nieurodzajną rolę za 280 grzywien i 12 groszy; po części były to wynagrodzenia za zasługi rodziny na rzecz biskupa (Stanisław Cebrzyk – syn szlachcica Mikołaja studiował na Akademii Krakowskiej)
- 1589 – biskup przemyski płaci podatki od 14 łanów kmiecych, młyna, siedmiu zagrodników, 10 komorników, rzemieślnika oraz od dwóch łanów sołtysa
- 1621 – za pozwoleniem biskupa Jana Wężyka, Anna Cebrzyk zrzeka się wieczystego wójtostwa na korzyść Jana Zarzyckiego, który wraz z małżonką 30 kwietnia 1627 roku otrzymują dożywotnie sołtystwo w Lubatowej jako rekompensatę za poniesione koszty odnowienia budynków
- 26 marca 1636 – wdowa po Janie, Jadwiga Krasowska, odstępuje sołtystwo w Lubatowej Zygmuntowi Punikowskiemu i Katarzynie z Pełczowskich, za przywilej dożywotniego wójtostwa, otrzymany od biskupa Andrzeja Szołdskiego, muszą jednak płacić na rzecz fabryki katedry przemyskiej 12 florenów polskich rocznie; po ich śmierci, spadkobiercom wypłacone zostanie 3/4 z tej sumy
- 1636 – Lubatowa zostaje wcielona do dóbr kapitulnych mimo nieporozumienia na tle własnościowym, które sprostował dopiero biskup Wacław Hieronim Sierakowski (1700-1780), w wyniku czego wieś zostaje darowana kapitule w zamian za sołtystwo w Domaradzu i Przysietnicy; zamianę prawnie zatwierdził papież Benedykt XIV w Rzymie 13 grudnia 1745 roku
- W drugiej połowie XVIII wieku – istnieje w Lubatowej już systematyczna szkoła parafialna, jako jedna z piętnastu w powiecie krośnieńskim.
- 1769-1772– – w Lubatowej i okolicy toczą się walki konfederatów barskich z wojskami carycy Katarzyny; potomkami konfederatów, osiadłych później w miejscowości, są rodziny: Jasłowskich, Kasprzyckich, Korzeniowskich, Masłowskich, Maścibrzuchów, Starowiejskich oraz Ziębów
- w czasie rzezi galicyjskiej (1846) – podburzeni przez zaborców chłopi są sprawcami pobicia i wygnania ze wsi zarządcy dóbr biskupich wraz z rodziną
- podczas wydarzeń Wiosny Ludów w Lubatowej istnieje chłopska partyzantka, wykorzystująca w walce działa jednorazowego użytku, rozpadające się po oddaniu strzału
- 1848 – uwłaszczenie i rozparcelowanie gruntów folwarcznych; Lubatowa przestaje być własnością Kapituły Przemyskiej
- 1867 – na tzw. Organistówce powstaje dobrowolna szkółka parafialna, podległa zarządowi parafii, w szkole nauczał organista nazwiskiem Frydrych. Nie było państwowych przepisów prawnych dotyczących obowiązkowej nauki czytania i pisania na poziomie elementarnym[9].
- przełom wieków XIX i XX – zawiązuje się wśród mieszkańców Lubatowej ruch ludowy, którego inicjatorami są Jan Stapiński oraz ksiądz Stanisław Stojałowski; szkolnictwo galicyjskie, będące w rękach duchowieństwa, stopniowo traci swe uprawnienia na rzecz powstawania szkół ludowych
- 1896 – zawiązuje się w Lubatowej Miejscowa Rada Szkolna, której przewodniczącym zostaje ksiądz Franciszek Zygłowicz, a zastępcą Ignacy Szulc; w 1900 roku nabyte zostają od Kapituły Przemyskiej grunty pod budowę szkoły – powstaje sześcioklasowa szkoła powszechna; kierownictwo szkoły, nauczyciele oraz księża od samego początku nauki są zwolennikami patriotycznego wychowania młodzieży
- 1907 – powstaje w Lubatowej jednostka Ochotniczej Straży Pożarnej
- lipiec 1910 – podczas uroczystości z okazji 500. rocznicy zwycięstwa pod Grunwaldem na wzniesieniu przy drodze do Jasionki, przy udziale mieszkańców okolicznych miejscowości, postawiony zostaje krzyż upamiętniający sukces Polaków z 1410 roku
- 1912 – z inicjatywy ludowców utworzone zostają w Lubatowej Drużyny Bartoszowe, włączone w czerwcu 1914 roku do Polskich Drużyn Strzeleckich; lubatowianie należą do dukielskiego Sokoła
- 1914 – po wybuchu I wojny światowej do legionowych szeregów wyrusza z Lubatowej garstka ochotników z roczników nieobjętych mobilizacją austriacką, którzy z poświęconą przez księdza Siedleczkę bronią przemierzali szlaki bojowe z Legionem Wschodnim, a po jego rozwiązaniu z I i II Brygadą Legionów; za wspieranie organizacji wojskowo-niepodległościowej zostają aresztowani przez władze carskie i wywiezieni na Sybir ksiądz Michał Siedleczko, wójt Jan Jakieła oraz organizator Drużyn Bartoszowych Józef Ceglarz; w czasie działań wojennych we wsi w dniach 23 grudnia–26 grudnia 1914 oraz 16 maja 1916 r. naprzeciw siebie stają Polacy w mundurach wojska austriackiego i rosyjskiego; lubatowianie uczestniczący w wojnie w mundurach austriackich po przejściu linii frontu włoskiego udają się do Francji, gdzie generał Józef Haller organizuje polską armię
- 1921 – poświęcenie kościoła; stary, przeciekający kościółek zostaje rozebrany, a wiele figurek i krzyży trafia do kapliczek
- II wojna światowa – w Lubatowej powstaje jeden z pierwszych na tym terenie ruch oporu; organizatorem ogniwa konspiracyjnego jest por. Michał Zygmunt, który zbiegł z transportu do oflagu; wraz z księdzem Nalepą, kierownikiem szkoły Józefem Myśką, nauczycielką Zofią Burghartową oraz ppor. Janem Kopczą z Lubatówki i Stanisławem Turkiem organizuje pierwsze przerzuty na Węgry; po nawiązaniu łączności z grupą z Miejsca Piastowego konspiratorzy z Lubatowej wchodzą w skład organizacji Służba Zwycięstwu Polski, a po jej wchłonięciu przez Związek Walki Zbrojnej stają się głównymi organizatorami Placówki ZWZ w Dukli (kryptonim „Dalia”); po aresztowaniu i osadzeniu Zygmunta w Oświęcimiu komendantem placówki zostaje Jan Kopcza ("Waldemar"); placówka zajmowała się gromadzeniem broni, rozbudową siatki konspiracyjnej, ukrywaniem ludzi poszukiwanych przez Niemców – głównie w domach górnej części wsi, przysiółku Doły i Kolonia, akcjami propagandowymi i sabotażowymi, jak m.in. wypuszczenie ropy w kopalni "Lubatówka"; w Lubatowej obok oddziału ZWZ/AK z inicjatywy Jakuba Stanisza powstaje konspiracja ludowców "Chłostra", przekształcona później w Bataliony Chłopskie
- 1940 – organizowane są komplety tajnego nauczania w zakresie szkoły podstawowej i średniej; w wiosce udzielane jest schronienie dla jeńców radzieckich, zbiegłych z obozu pod Rymanowem, dla Polaków wypędzonych z Wielkopolski i Śląska, a także dla partyzantów z oddziału OP-11 dowodzonego przez Jana Czuchrę (pseudonim „Orski”) wracającego z akcji „Łańcuch” na słowacką placówkę graniczną w Certiżnem; ścigający partyzantów żołnierze niemieccy w odwecie rozstrzeliwują dwóch mieszkańców Lubatowej: Stanisława Frankiewicza, u którego oddział kwaterował, oraz Błażeja Zająca – komendanta warty wiejskiej
- 1944 – po czerwcowym zamachu partyzantów na Paula Diebala, krwawego komendanta Schutzpolizei w Dukli, Niemcy w akcji pacyfikacyjnej aresztują i mordują 1 lipca w Lesie Warzyckim koło Jasła kilkunastu mieszkańców Lubatowej; niedługo potem mieszkańców Lubatowej obejmuje kolejna pacyfikacja: tym razem aresztowanych zostaje 38 lubatowian, straconych 24 lipca 1944 roku w Lesie Grabińskim koło Iwonicza, razem z nimi zastrzeleni zostają aresztowani w tym czasie mieszkańcy Iwonicza, Brzostka, Korczyny i inni nierozpoznani
- 20 sierpnia 1944 – mieszkańcy Lubatowej pomagają w zdobywaniu Iwonicza Zdroju i rozbrojeniu placówki niemieckiej, rozbrajając tabor niemiecki i rozdając zdobyczne konie mieszkańcom wsi; w tym też czasie przejęta zostaje od partyzantów słowackich broń i amunicja, przewiezione następnie do Iwonicza Zdroju; kolejne wrześniowe walki z okupantem na terenie miejscowości i okolicy wspomagane są przez inne oddziały ruchu oporu zakwaterowane we wsi i w lesie koło Cergowej – pluton „Boruty”, a także kompanię „Moreny”; z ochotników utworzony zostaje kolejny pluton
- 2 września 1944 – plutony Pika i Boruty w Lubatowej rozbijają 40-osobowy oddział Niemców i Ukraińców, zabierając broń i konie
- 17 września 1944 – wojska IV Frontu Ukraińskiego AR wkraczają do Lubatowej
- 9 czerwca 2003 – powstało Towarzystwo Miłośników Lubatowej[10]
- 2017 – znaleziono przedmioty z V p.n.e.[11]

## Szlaki piesze
- Cergowa (716 m n.p.m.) – Lubatowa – Iwonicz-Zdrój – Rymanów-Zdrój – Puławy – Tokarnia (778 m n.p.m.) (Główny Szlak Beskidzki)

## Szlak papieski
Szlak, którym wędrował przez Beskid Niski, w 1952 r., przyszły papież – ks. Karol Wojtyła, w towarzystwie pięciu studentów, przebiega w pobliżu kościoła.
Wspomnienia z tej wyprawy, zostały zebrane i opisane w książce Andrzeja Potockiego Bieszczadzkimi i beskidzkimi śladami Karola Wojtyły ISBN 83-60234-01-9:
W kolejny już dzień swojej wyprawy podróżnicy przez Mszanę postanowili dojść na przełęcz Dukielską. Stąd pojechali do Dukli i jeszcze tego samego popołudnia wspinali się na szczyt Cergowej (716 m n.p.m.). Kolejny dzień po spędzonej nocy we wsi Cergowa to przejście przez Jasionkę, Lubatową, skąd szlakiem czerwonym dotarli do Iwonicza i Rymanowa-Zdroju.

## Góra Cergowa
Cergowa (góra) (zwana też Górą Cergowską lub Wielką Górą) wznosi się na wysokość 716 m n.p.m. i jest położona na południowy zachód od Lubatowej. Jej nazwa ma celtyckie pochodzenie: „kerg” znaczy góra. Od innych wzniesień Beskidu Dukielskiego odróżnia ją trójgarbna sylwetka. Południowe, gęsto zalesione stoki Cergowej wznoszą się dość łagodnie, natomiast północne opadają głęboką zerwą w dolinę Jasionki. Swój kształt góra zawdzięcza budowie geologicznej: nasunięcie płaszczowiny dukielskiej na płaszczowinę śląską spowodowało tak silne nachylenie stoków, dochodzące do 40-70%. Wielka Góra posiada trzy wierzchołki: wschodni (681 m), środkowy (683 m) oraz zachodni (716 m) z żelaznym krzyżem. Jest znana z rzadko spotykanych w Beskidach jaskiń szczelinowych tzw. Borsuczych Dziur. Na górze znajdują się ponadto dwa rezerwaty „Tysiąclecia”, a także „Cisy w Nowej Wsi” chroniące naturalne lasy ze stanowiskami cisów.

## Kościół pod wezwaniemśw. Stanisława Biskupa

### Drewniany kościół
Stary, drewniany kościół w Lubatowej wybudowano ok. 1529 roku, kiedy to został on konsekrowany przez biskupa przemyskiego Jana Karnkowskiego. W 1921 roku, w związku obawą o zawalenie, podjęto decyzję o likwidacji drewnianej świątyni.

### Kościół neogotycki
Nowy budynek, murowany z cegły i kamienia wybudowano w latach 1911–1912, według projektu Jana Sas-Zubrzyckiego z 1911 roku. Styl nowego kościoła określano jako nadwiślański gotyk lub neogotyk. Z zewnątrz świątynia ma 40 m długości i 28 m szerokości, a wieża 50 m wysokości. Dach dwuspadowy, kryty blachą, natomiast mury zostały zrobione z kamienia i cegły. W 1929 roku wykonano szopkę oraz figurki, które w okresie świąt Bożego Narodzenia są wystawiane. 8 czerwca 1937 nastąpiła konsekracja nowej świątyni.

## Las Grabiński
Las, w którym hitlerowcy zamordowali w 1944 roku 72 osoby.

## Osoby związane z miejscowością
- Stanisław Jakubczyk – artysta, malarz kościelnych polichromii.